# 孟连巴豆
孟连巴豆（学名：Croton urticifolius var. dui）为大戟科巴豆属下的一个变种。

## 扩展阅读
- 維基物種上的相關：孟连巴豆